# Pointmühle (Waffenbrunn)
Pointmühle ist ein Gemeindeteil der Gemeinde Waffenbrunn im Landkreis Cham des Regierungsbezirks Oberpfalz im Freistaat Bayern.

## Geografie
Pointmühle liegt auf dem Ostufer des Katzbaches an der Bahnstrecke Cham–Waldmünchen, 800 Meter nordöstlich von Waffenbrunn und 300 Meter östlich der Staatsstraße 2146. Es schließt direkt an die nordöstliche Ecke von Maiberg an. 600 Meter südöstlich von Pointmühle befindet sich der Haltepunkt Waffenbrunn. Südwestlich von Pointmühle erheben sich der 466 Meter hohe Vogelherd und westlich der 486 Meter hohe Münchsbachberg. Der Katzbach wird bei Pointmühle auf seiner Ostseite begrenzt durch die Kiessinger Hänge, die bis zum 546 Meter hohen Schafberg aufsteigen, und die steilen Stegmühlhänge, die bis zu einer Höhe von 475 Metern aufsteigen.

## Geschichte
Pointmühle hatte 1752 1 Anwesen.
1808 wurde die Verordnung über das allgemeine Steuerprovisorium erlassen. Mit ihr wurde das Steuerwesen in Bayern neu geordnet und es wurden Steuerdistrikte gebildet. Dabei kam Pointmühle zum Steuerdistrikt Waffenbrunn. Der Steuerdistrikt Waffenbrunn umfasste die Orte Waffenbrunn, Maiberg, Pointmühle, Weiher, Prienzing, Stegmühle, Neugeigen, Willmering, Zifling.
1821 wurden im Landgericht Cham Gemeinden gebildet. Aus dem Steuerdistrikt Waffenbrunn gingen die Gemeinden Waffenbrunn und Willmering hervor. Die Gemeinde Waffenbrunn erhielt dabei die Orte Waffenbrunn, Maiberg, Pointmühle, Weiher.
Wie man auf den historischen Karten sehen kann, waren noch im 19. Jahrhundert Waffenbrunn, Maiberg und Pointmühle einzelne, deutlich voneinander getrennte Ortschaften. Heute (2023) sind sie zusammengewachsen und ihre Grenzen sind kaum noch zu erkennen.

## Pfarreizugehörigkeit
Pointmühle gehörte zunächst zur Pfarrei Pemfling, dann zum Schlossbenefizium Waffenbrunn. 1923 wurde Pointmühle der neu gegründeten Pfarrei Waffenbrunn zugeteilt. 1997 war Pointmühle unbewohnt.

## Einwohnerentwicklung ab 1861
| Jahr | Einwohner | Gebäude |
| ---- | --------- | ------- |
| 1861 | 6         | 4       |
| 1871 | 8         | 7       |
| 1885 | 8         | 1       |
| 1900 | 9         | 2       |
| 1925 | 8         | 1       |

| Jahr | Einwohner | Gebäude |
| ---- | --------- | ------- |
| 1950 | 8         | 1       |
| 1961 | 4         | 1       |
| 1970 | 1         | k. A.   |
| 1987 | 0         | -       |
| 2011 | 12        | k. A.   |